# Namazonurus peersi
Namazonurus peersi là một loài thằn lằn trong họ Cordylidae. Loài này được Hewitt mô tả khoa học đầu tiên năm 1932.